# Opalimosina mirabilis
Opalimosina mirabilis är en tvåvingeart som först beskrevs av Collin 1902.  Opalimosina mirabilis ingår i släktet Opalimosina och familjen hoppflugor. Arten är reproducerande i Sverige. Inga underarter finns listade i Catalogue of Life.